# Anaxipha musica
Anaxipha musica är en insektsart som först beskrevs av Henri Saussure 1878.  Anaxipha musica ingår i släktet Anaxipha och familjen syrsor. Inga underarter finns listade i Catalogue of Life.